# Jai Crawford
David Jai Crawford (* 4. August 1983 in Hobart) ist ein australischer Radrennfahrer.

## Sportliche Karriere
Jai Crawford begann seine Karriere 2005 bei Driving Force Logistics. Nach einem Jahr ohne Vertrag wechselte er 2007 zum Giant Asia Racing Team. Zu Beginn der Saison wurde er Gesamtsieger der Tour of Siam. 2009 gewann er eine Etappe der Tour of Wellington und 2010 eine bei der Tour of Utah. Von 2011 bis 2013 entschied er mit seinem jeweiligen Team das Mannschaftszeitfahren der Tasmanien-Rundfahrt für, 2014 gewann er eine Etappe der Rundfahrt. 2016 gewann er die Banyuwangi Tour de Ijen und 2017 die Tour de Filipinas.

## Erfolge
2007
- Gesamtwertung Tour of Siam

2009
- eine Etappe Tour of Wellington

2010
- eine Etappe Tour of Utah

2011
- eine Etappe Tasmanien-Rundfahrt – Mannschaftszeitfahren

2012
- eine Etappe Jelajah Malaysia
- eine Etappe Tasmanien-Rundfahrt – Mannschaftszeitfahren

2013
- eine Etappe Tasmanien-Rundfahrt – Mannschaftszeitfahren

2014
- eine Etappe Tasmanien-Rundfahrt

2016
- Gesamtwertung und eine Etappe Banyuwangi Tour de Ijen
- Bergwertung Tour de Flores

2017
- Gesamtwertung Le Tour de Filipinas